# Maple Leaf (trein)

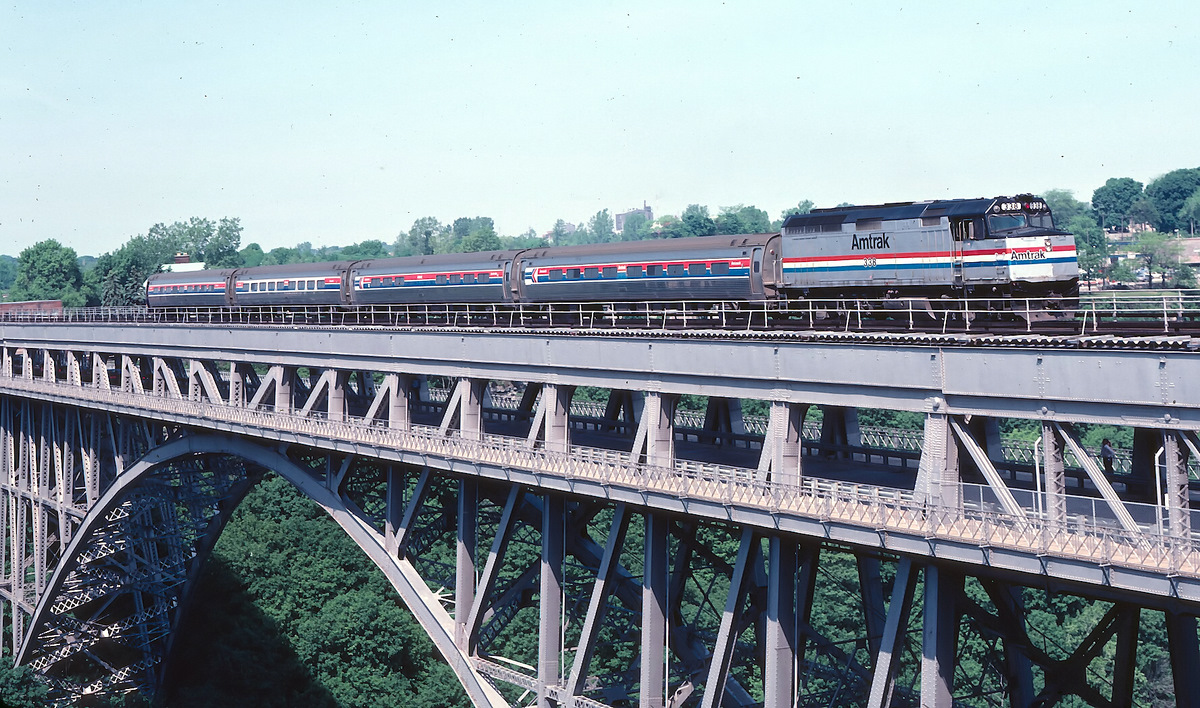
De Maple Leaf over de Whirlpool Rapids Bridge in 1983.

De Maple Leaf is een passagierstreindienst van Amtrak en VIA Rail, die sinds 1981 rijdt tussen New York en Toronto.
De rit duurt ongeveer 12 uur, inclusief douane- en immigratie-controle. De trein gebruikt materieel van Amtrak, terwijl op het Canadese deel personeel  van VIA Rail aanwezig is. De douane- en immigratie-controle kan van 30 minuten tot 2 uur duren, het traject is 875 km lang.
In de Verenigde Staten wordt de dienst aangevuld door de Empire Service, in Canada door de GO Transit Lakeshore West line.
De route waarover wordt gereden, wordt door verschillende spoorwegmaatschappijen beheerd, namelijk Metro-North Railroad, CSX, CN en Metrolinx. Alleen het gedeelte tussen Spuyten Duyvil en Penn Station wordt beheerd door Amtrak.
De trein bestaat meestal uit 
- een diesellocomotief van het type P42DC of dieselelektrische locomotief van het type P32AC-DM van General Electric
- één restauratierijtuig/Businessclass-rijtuig
- één of twee Amfleet II Coachclass-rijtuig(en)
- één of twee Amfleet I Coachclass-rijtuig(en)

Tussen Albany en New York zijn diesellocomotieven niet toegestaan en wordt er een P32AC-DM ingezet. Deze locomotieven kunnen ook op een derde rail met 750V-gelijkstroom rijden.

## Stations
Canada
- Toronto
- Oakville
- Aldershot
- Grimsby
- St. Catharines
- Niagara Falls (ON)

Verenigde Staten
- Niagara Falls (NY)
- Buffalo-Exchange Street
- Buffalo-Depew
- Rochester
- Syracuse
- Rome
- Utica
- Amsterdam
- Schenectady
- Albany-Rensselaer
- Hudson
- Rhinecliff-Kingston
- Poughkeepsie
- Croton-Harmon
- Yonkers
- New York Penn Station